# Phrygilus erythronotus
Phrygilus erythronotus là một loài chim trong họ Thraupidae.